# Evelyn Künneke
Eva-Susanne Künneke, conocida como Evelyn Künneke, (15 de diciembre de 1921-28 de abril de 2001) fue una cantante, bailarina y actriz alemana, considerada la última superviviente de la generación Lili Marleen del mundo del espectáculo alemán.

## Biografía
Nacida en Berlín, Alemania, su verdadero nombre era Eva-Susanne Künneke, y era hija del rey de la opereta alemana Eduard Künneke y de su esposa, la cantante de ópera Katarina Garden (su nombre real era Katarina Krapotkin). Ella estudió ballet con Victor Gsovsky, siguió cursos teatrales con Ilka Grüning, Lucie Höflich y Leslie Howard, y tomó lecciones de canto con Maria Ivogün. Además de ello, posó como modelo fotográfica. En el estudio de Edmont Leslie aprendió claqué. En 1935 obtuvo el título alemán Mittlere Reife en Fleckschen, una escuela privada de Berlín. Tras finalizar su formación, ella fue la segunda bailarina solista del Staatsoper Unter den Linden berlinés, aunque también fue bailarina líder de claqué en cabarets de la ciudad, utilizando el nombre artístico de Evelyn King. A los 17 años de edad fundó en 1938 con Horst Matthiesen su propio estudio de danza en Berlín.
En 1939 se prohibió ese tipo de espectáculos. A partir de entonces su nombre artístico fue el de Evelyn Künneke, y ella comenzó una carrera como cantante, en la que colaboró con renombrados compositores como Peter Igelhoff y Michael Jary. Künneke obtuvo su primer gran éxito en 1941 con la canción Sing, Nachtigall, sing, del film Auf Wiedersehn, Franziska, y que Wolfgang Borchert declaró que era su tema preferido. Los éxitos de Evelyn Künneke como Haben Sie schon mal im Dunkeln geküßt? no fueron cantados por ninguna otra intérprete germanófona de su época, ya que el género del swing estaba proscrito entonces en Alemania por razones de índole política.
Para el apoyo moral de las tropas alemanas ella hizo durante la Segunda Guerra Mundial numerosas giras. De 1942 a 1944 actuó en el frente del este, y a principios de 1944 en el del oeste. Ese mismo año fue arrestada por derrotismo, siendo transferida en enero de 1945 a la prisión de Berlín-Tegel. Poco antes del fin de la guerra fue liberada para cantar con Charlie and His Orchestra títulos de swing de carácter antiamericano que hacían una propaganda oculta.
Tras la guerra todavía tuvo algunas canciones de éxito, sobre todo con la orquesta de Walter Jenson en 1945 en el Crusader Club de
Hamburgo. Entre dichos éxitos figuraban Winke-winke y Allerdings – sprach die Sphinx (con la orquesta de Wolf Gabbe) y Egon. En 1953 fueron en gira por los Estados Unidos, y tres años más tarde celebraron su único tema en las listas de éxitos alemanas (el 8º puesto), creadas a principios de 1955, con un sencillo que era la versión alemana de Hernando's Hideaway. En 1958 participó en las eliminatorias alemanas del Festival de la Canción de Eurovisión 1958. En las décadas de 1950 y 1960 su fama declinaba, y varias tentativas de relanzar su carrera fracasaron.
Mediados los años 1970 la trayectoria de Künneke revivió gracias a su actividad como actriz cinematográfica de la mano de los directores Rainer Werner Fassbinder y Rosa von Praunheim. A causa de su edad ya no era aceptada como cantante en los cafés locales de la escena berlinesa, y junto con Brigitte Mira y Helen Vita cantó en la opereta Drei Alte Schachteln. Sin embargo, Evelyn Künneke publicó bajo su propio nombre los álbumes Sensationnell (1975), Evelyn II (1976) y Sing, Evelyn, sing!– Das Beste von Evelyn Künneke (1978).
El primer matrimonio de Evelyn Künneke fue con un inglés, el padre de su hija. Su segundo marido, de 1963 a 1972, fue el diplomado de la escuela superior de comercio Reinhard Thomanek, y el tercero, en 1979, su mánager, Dieter Hatje.
Evelyn Künneke falleció en Berlín, Alemania, en 2001, a causa de un cáncer de pulmón. Tenía 79 años de edad. Fue enterrada en el Cementerio Friedhof Heerstraße de Berlín, al lado de su padre.

## Éxitos musicales
| - 1941: Dieses Lied hat keinen Text - 1941: Sing, Nachtigall, sing - 1942: Haben Sie schon mal im Dunkeln geküßt? - 1942: Das Karussell - 1942: Hokuspokus - 1946: Drei kleine Geschichten - 1946: Ich freu’ mich schon auf Donnerstag - 1947: Es war eine Nacht in Venedig - 1948: Bauernrumba - 1948: O la la - 1949: Der blaue Montag - 1949: Oh ja – oh nein - 1949: Der schönste Mann vom Rio Grande - 1949: Was denkt sich bloß der Pavian? - 1949: Kinder, kauft euch einen Sonnenstich - 1949: Irgendwo, irgendwann - 1949: Das gibt es nur in Texas - 1949: Cuanto le gusta - 1949: Warum hat das Zebra Streifen? - 1949: Barbara, Barbara, komm mit mir nach Afrika - 1949: Allerdings – sprach die Sphinx - 1949: Schade, gestern warst du süß wie Schokolade - 1950: Winke-winke - 1950: Oh Juana | - 1950: Es wär alles nicht so schwer - 1950: In Arizona und Arkansas - 1950: Ein kleiner Gernegroß - 1950: Von acht bis acht - 1950: Gehn Sie weg - 1951: Hab’n ’se nich ’nen Mann für mich? - 1951: Maja-Mambo - 1951: Fahr'n Sie nicht zum Nordpol - 1951: Tango-Max - 1952: Mäckie-Boogie - 1952: Ach Herr Kuhn - 1952: Hinz-und-Kunz-Boogie - 1952: Kleiner Zinnsoldat - 1953: Herr Kapellmeister, bitte einen Tango - 1953: Egon - 1954: Bongo-Boogie - 1955: Tick-Tack-Boogie - 1956: Hernando’s Hideaway - 1956: Boogie im Dreivierteltakt - 1956: Sehnsucht (Steamheat) - 1978: Das Lied von Hans Albers - 1978: Kikilala Hawaii - 1978: Ich bin Heinos Walküre |

## Filmografía

### Cine
| - 1941: Auf Wiedersehn, Franziska - 1943: Karneval der Liebe - 1949: Märchen vom Glück / Traum vom Glück / Küß’ mich, Casanova - 1950: Die Dritte von rechts - 1951: Der Fünf-Minuten-Vater - 1951: Fräulein Bimbi / Das unmögliche Mädchen - 1952: Verlorene Melodie - 1952: Tanzende Sterne - 1954: Große Starparade - 1955: Ich war ein häßliches Mädchen - 1958: Meine Frau macht Musik - 1968: Gib mir Liebe - 1968: Der Partyphotograph - 1974: Rosa von Praunheim zeigt | - 1974: Meine Sorgen möcht’ ich haben - 1974: 1 Berlin-Harlem - 1975: Faustrecht der Freiheit - 1975: Berlinger - 1978: Flammende Herzen - 1978: Schöner Gigolo, armer Gigolo - 1979: Grandison - 1979: Die Hamburger Krankheit - 1995: Neurosia – 50 Jahre pervers - 1996: Kondom des Grauens - 1998: Hans Eppendorfer: Suche nach Leben - 2001: Ausziehn! |

### Televisión
| - 1971: Dem Täter auf der Spur – Tod am Steuer - 1973: Axel von Auersperg - 1974: Wie ein Vogel auf dem Draht - 1974: Monolog eines Stars - 1976: Ich bin ein Antistar - 1978: Neues vom Antistar | - 1978: Heinz Erhardt: Noch ’ne Oper - 1979: Meine schöne neue Welt - 1981: Ach, die Künneke - 1983: Hanna von acht bis acht - 1995: A.S. – Der kleine Bruder - 2000: Ein lasterhaftes Pärchen |